# Медведєва Олена Олександрівна
Олена Олександрівна Медведєва (нар.. 14 вересня 1968, Харків, Українська РСР, СРСР) — українська письменниця (пише російською мовою).

## Життєпис
Олена Медведєва народилася в родині службовців.
У 1988 році вона закінчила Харківське педагогічне училище, а в 1992 році — Харківський державний педагогічний інститут. Працювала продавцем газет, вихователем в дитячому саду .

## Творчість
Дебютувала як поет у 1990 році публікацією у газеті «Вечірній Харків». В середині 1990-х років брала участь в харківському поетичному об'єднанні «Третій Цех». Автор прозаїк-поетичних збірок «Сніданок з страусів. Креанімація. Вірші» (1996), «Сипучих років пісочний замок»(1997), повістей «І життю відповідаю „Так!“» (1997—2001), «Веди мене, дорога!» (2008). Публікувалася в журналі «©оюз Письменників», поетичному альманасі «Північний схід» (2004), антології української жіночої літератури «Жіночий погляд», 2009). Виступає як художник-графік, ілюструючи власні твори. 
Живе в Харкові